# 沃特 (肯尼亞)

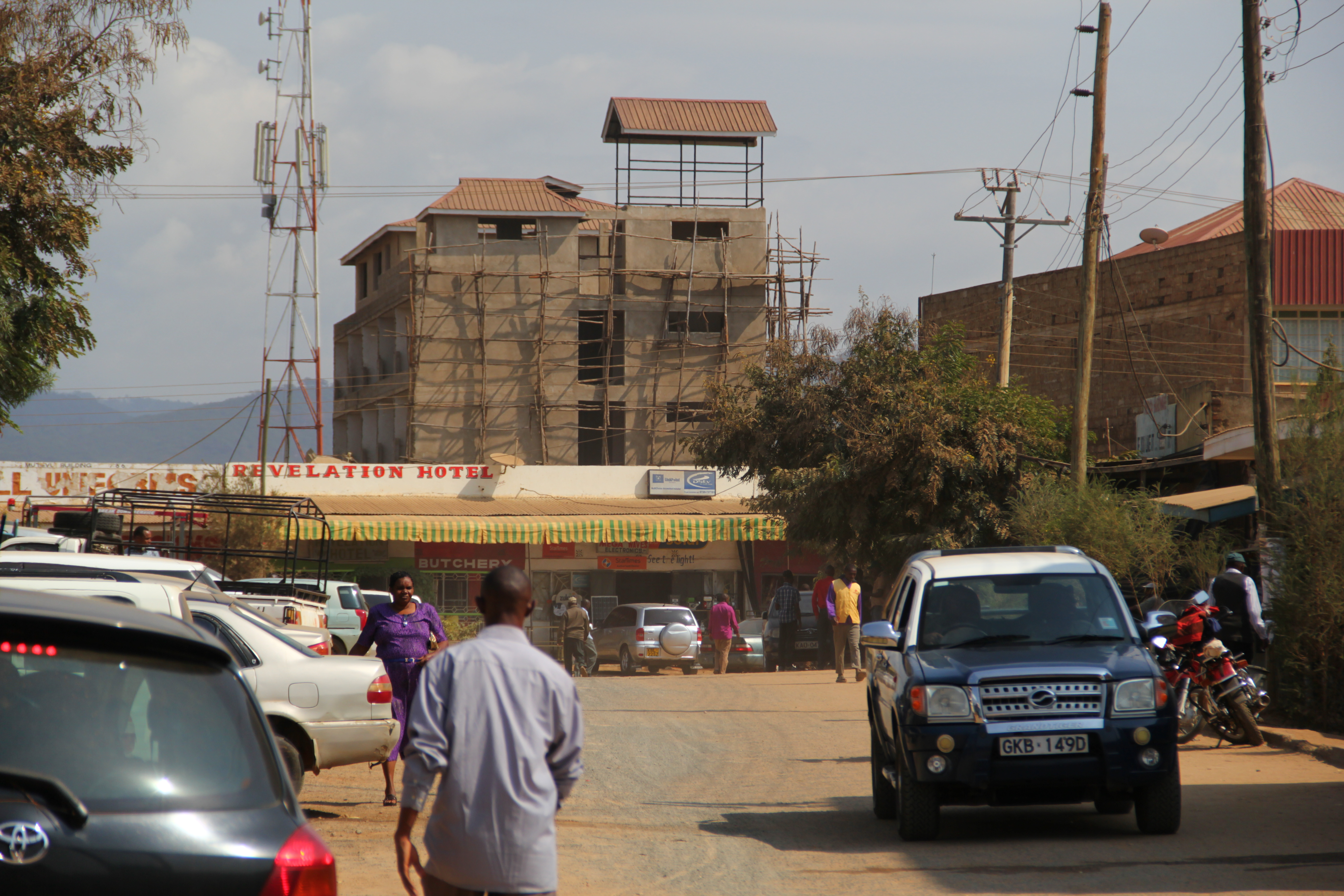
沃特

沃特，是肯尼亞的城鎮，位於該國東部，由東部省負責管轄，是馬瓜尼郡的首府，處於首都奈洛比東南面130公里，1999年人口56,419，其中5,542人居住市區。